# 阿迪瓦尔撞击坑
阿迪瓦尔（土耳其語：Adıvar）是金星上的一个撞击坑，以纪念土耳其女作家哈莉黛·埃迪布·阿迪瓦尔。该撞击坑位于西部阿佛洛狄忒高原的北方(北纬9度、东经76度)，撞击坑边缘环绕着喷发出的，雷达图像显示明亮的粗糙破碎岩石，特别在撞击坑的西部，撞击影响的范围更大，雷达反射光亮的物质，包含撞击坑西边的喷射状条纹，延伸超过500公里(310英里)，横穿整个平原地区。一个较暗的马蹄形或抛物状斑纹，围绕在明亮的区域。雷达反射较暗的(即光滑)抛物面斑纹，是在更早期麦哲伦拍摄的环撞击坑图像中被观察到的，这是一个罕见的明亮撞击坑斑纹。所有这些不寻常的斑纹，只能在金星上看到。相信这是不同的撞击坑材料相互作用(流星体、喷发物或两者兼有)和上层大气中高速风所导致的结果。产生斑纹的确切机制现在尚知之甚少，但很显然，金星稠密的大气层在撞击坑形成过程中起到了重要作用。

## 参阅
- 喷气推进实验室. Catalog Page for PIA00083. http://photojournal.jpl.nasa.gov/catalog/PIA00083 （页面存档备份，存于） 检索 2009年9月4日.